# Экономическая концентрация
Экономическая концентрация — сделки, иные действия, осуществление которых оказывает влияние на состояние конкуренции.

## Определение
Согласно п. 21 статье 74 «Договора о Евразийском экономическом союзе» экономическая концентрация — это сделки, иные действия, осуществление которых оказывает или может оказать влияние на состояние конкуренции.
Согласно статье 4 ФЗ «О защите конкуренции» экономическая концентрация — это сделки или иные действия, которые оказывают влияние на состояние конкуренции. Объектом экономической концентрации будут выступать лица, чьи акции (доли), активы, основные производственные средства и (или) нематериальные активы приобретаются или вносятся в уставный капитал. Влияние на конкуренцию оказывают согласно статье 28 ФЗ «О защите конкуренции» сделки:
- с суммарной стоимостью активов по балансу лица, приобретающего акции, права и/или имущество более 7 миллиардов рублей;
- или с суммарной выручкой за последний календарный год более 10 миллиардов рублей и при этом суммарная стоимость активов по последнему балансу лица более 800 миллионов рублей.

Объекты экономической концентрации предварительно согласовывают данные сделки с акциями (долями), правами и (или) имуществом с Федеральной антимонопольной службой.
Согласно ст. 3 (1) «Регламента ЕС по слиянию» концентрация происходит тогда, когда возникает долгосрочное изменение контроля в результате: 
- слияния двух или более ранее независимых предприятий или частей предприятий;
- приобретения прямого или косвенного контроля над одним или более предприятиями, одним или несколькими лицами, уже обладающие контролем по меньшей мере над одним из предприятий или над одним или более предприятиями путем покупки ценных бумаг или активов на основании договора или на каком-либо ином основании.

## Виды концентрации
По мнению ряда юристов экономическая концентрация — это правовое действие (сделка) или неправовое (фактическое) действие, которое приводит к изменению динамики рыночной власти, то есть к изменению рыночной концентрации (рыночной структуры). Рыночная концентрация (определяется рыночным положением субъектов в структуре рынка):
- горизонтальная концентрация (приобретение прямых конкурентов, производящих и продающих аналогичные товары на одних и тех же товарных рынках);
- вертикальная концентрация (слияние или поглощение предприятий, не являющихся конкурентами, но действующими на одном товарном рынке; сделки между предприятиями, находящимися на различных этапах процесса производства и распределения);
- конгломератная концентрация (слияние или поглощение предприятий, действующих в различных секторах экономики, производящих аналогичный товар, но действующих на различных географических рынках либо функционально связанных при производстве или сбыте товаров; сделки по объединению различных видов деятельности).

Другими словами, в конкурентном праве России, США и Европейского Союза с учётом структуры взаимоотношений между участниками экономической концентрации — хозяйствующими субъектами и используемых при этом правовых средств определяются три типа экономической концентрации: 
- горизонтальная экономическая концентрация;
- вертикальная экономическая концентрация;
- конгломератная экономическая концентрация.

## Показатель экономической концентрации
Среди показателей, определяющих уровень рыночной концентрации (коэффициент концентрации, коэффициент Линда, коэффициент Херфиндаля-Хиршмана, коэффициент Холла-Тайдмана, коэффициент энтропии, коэффициент Джини, коэффициент вариации, дисперсия логарифмов рыночных долей, коэффициент относительной концентрации), лишь коэффициент Холла-Тайдмана учитывает размер активов (ранг) участника рынка, а значит для расчёта экономической концентрации этот коэффициент наиболее актуален, потому что ФЗ «О защите конкуренции» использует этот критерий в качестве признака, определяющего необходимость проведения государственного контроля над экономической концентрацией. Коэффициент Холла-Тайдмана (НТ) учитывает количество субъектов, долю рынка, ранг предприятия (по размеру активов), прямо пропорционален уровню концентрации, то есть учитывает неравенство рыночного положения конкурентов, характеризует уровень монополизации, более глубокий анализ, чем в коэффициентe Херфиндаля-Хиршмана, но неэффективен при дефиците информации о показателях деятельности субъектов рынка:
{\displaystyle HT={\frac {1}{2\sum _{i=1}^{N}{R_{i}}{y_{i}}-1}}},
где {\displaystyle HT} — индекс Холла-Тайдмана, {\displaystyle R_{i}} — ранг фирмы на рынке (самая крупная фирма имеет ранг 1), {\displaystyle y_{i}} — доля фирмы.

## См.также
- Рыночная концентрация
- Вертикальная концентрация
- Горизонтальная концентрация